# 楊志廉
楊志廉(745年—806年)，雲陽（重庆市云阳县）人。唐德宗时期宦官，贞元中，德宗特置左右神策军护军中尉，以宦官领军，时号两军中尉。左右神策军驕縱招權，依附者眾多，宦官之勢益盛。贞元以后，中尉之权倾于天下，皇帝废立，皆由其掌握。楊志廉贞元十七年任左神策护军中尉，与右神策护军中尉孙荣义，怙宠骄恣，贪利冒宠之徒，纷纷贿赂依附两人门下。楊志廉宦官家族从德宗一直到昭宗，是唐代重要的宦官家族之一。

## 生平
楊志廉自幼入宫，被内常侍判飞龙事宦官杨延祚收为第六个养子。成年后成为唐代宗宠信宦官刘清潭心腹，授文林郎、掖庭局监作之职，后改任内谒者。广德元年(公元763年)，吐蕃攻入长安，楊志廉跟随唐代宗出奔陕州，因从驾有功，转任奚官令（掌奚隶工役、宫官品命）。大历年间，唐代宗派他与刘清潭抚谕田承嗣、李正己等藩镇，逐渐升任至内侍伯。
建中四年(公元783年)，唐德宗下诏令泾原节度使姚令言率泾原军救援讨伐李希烈叛军的哥舒曜，泾原军出京城至浐水时，倒戈谋叛，乱兵聚集于丹凤阙下，唐德宗与太子、诸王、妃主百余人出苑北门，由右龙武军使令狐建召集射手四百人护驾，逃到奉天（陕西乾县，光宅元年将高宗乾陵一带设为奉天县）。楊志廉随侍于德宗左右，得到信任，兴元初（784年），升为内给事，进阶朝散大夫。后外派出任监军，贞元四年（788年）六月，加中散大夫，七月，封弘农郡开国男，食邑三百户。十二年，进阶中大夫。十六年，任义成军节度使卢群的监军，不久卢群去世，楊志廉代理处置军府事务。十七年（801年）六月，竇文場退休，杨志廉接任左神策护军中尉，左街功德使，左监门卫大将军，知内侍省事。
贞元二十一年（805年），德宗驾崩，杨志廉等神策军宦官拥戴唐顺宗即位，并用神策军军费为德宗修崇陵，被授予特进、开国公等荣衔，顺宗即位8月后，由于久病不愈，传位于太子李纯，杨志廉见新皇登基，于是上表求致仕，由吐突承璀接任左神策护军中尉。元和元年（806年）卒于长安修德里府第，年六十三。追赠扬州大都督。葬于城西龙首乡安门原。
夫人刘氏，追赠鲁国夫人，贞元二十年九月二十八日卒，年五十。继室南宫氏。元子杨定之，泾州四门府别将，次子杨钦济，宦官，任内府局丞，次杨钦则、杨钦政、杨钦穆、杨钦义。侄女嫁神策軍副使劉渶潤。毛伯良撰《楊志廉墓志銘》，唐憲宗元和三年（808年）有書刻。
杨钦义之子杨玄翼、杨玄价、杨玄寔、楊玄略。杨玄翼养子杨复恭（本姓林）。